# Storia di Schio
La storia di Schio è caratterizzata da una lenta ma costante evoluzione del suo centro urbano attraverso i secoli, fino alla vertiginosa crescita ottocentesca determinata dallo sviluppo industriale del settore laniero.

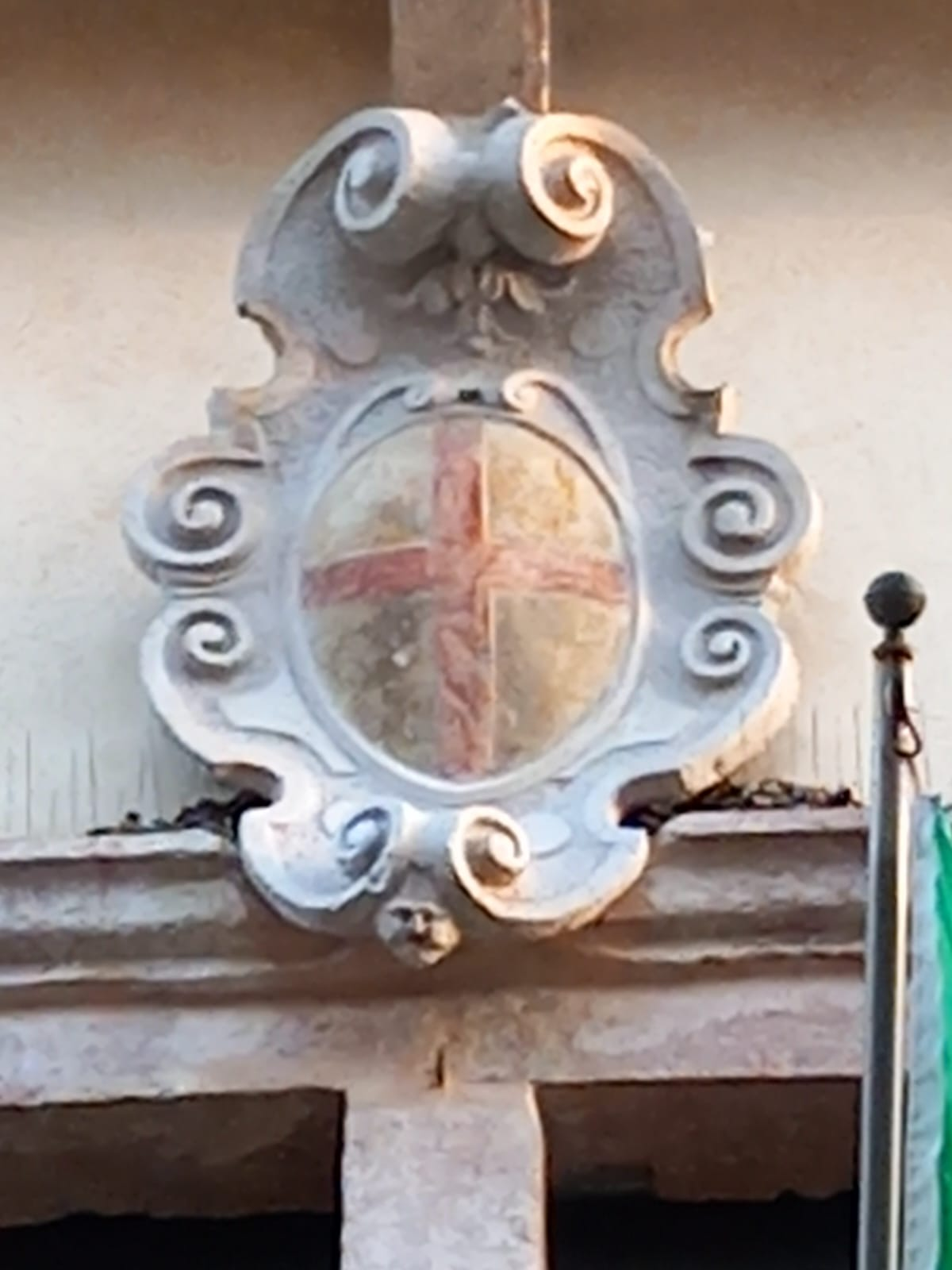
Lo stemma del comune di Schio sulla facciata di palazzo Toaldi Capra

## Epoca antica

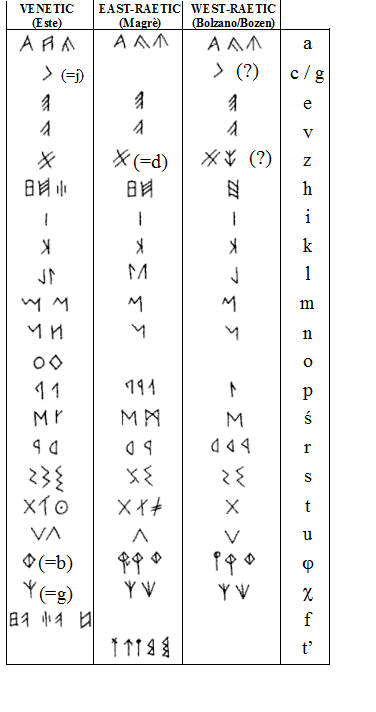
Comparazione tra gli alfabeti retico orientale (basata sui ritrovamenti di Magrè presso Schio), occidentale (di Bolzano-Sanzeno) e della lingua venetica

Nonostante il nome sia relativamente recente, Schio non è una città di recente fondazione. Le prime tracce della presenza dell'uomo in questo territorio risalgono all'epoca preistorica e vengono documentate da una vasta serie di reperti archeologici rinvenuti in zona. Nell'area archeologica detta "del castello di Schio", alla fine del XVIII secolo Gaetano Maccà disse di aver letto l'iscrizione "Ab euganeis constructum". Successivamente, Alessio De Bon affermò che in quest'area esisteva una stazione antichissima, preromana, abitata da genti che avevano la stessa civiltà di Este durante i periodi del bronzo e del ferro, dal XVI all'VIII secolo a.C.
Allo sbocco della Val Leogra e non lontana dalla Valle dell'Astico, Schio si trovò sempre in una posizione strategica rispetto alle vie di comunicazione: la strada preromana Pista dei Veneti attraversava l'abitato.
I Romani giunsero nella pianura veneta nel II secolo a.C. e vi costruirono numerose strade, come la via Postumia e altre che si dipartivano a raggiera da Vicenza, e quella che, uscendo dalla città, giungeva in zona pedemontana seguendo il torrente Orolo. Tuttavia la zona di Schio non fu sottoposta alla centuriazione, tranne che una piccola porzione di territorio nei pressi di Giavenale.
La presenza romana è documentata da una lapide, oggetti in marmo e in bronzo ritrovati presso San Martino, da un'iscrizione murata all'interno della chiesetta di Santa Giustina a Giavenale. Ai confini tra Schio e Santorso in località Cabrelle esiste una vasta sopraelevazione artificiale a pianta quadrata, di circa 400 m di lato, che si ritiene essere stato un antico trinceramento romano. Nel 2012 a circa un chilometro di distanza da tale insediamento romano sono stati rinvenuti numerosi corredi funebri databili al III secolo d.C.

## Medioevo
Poco o nulla si sa della tarda antichità e del primo Medioevo.
Nel 568 scesero in Italia i Longobardi. Numerosi reperti testimoniano la loro presenza nella zona di Schio, che faceva parte del ducato di Vicenza.
La prima citazione nota del toponimo Scledum riguarda un documento del 983 stilato dal vescovo di Vicenza Rodolfo e riguardante una donazione ai monaci di San Felice: in tale documento viene citata una curtis ubicata sul colle Gorzone, si ritiene quindi che al tempo non esistesse ancora la cappella di San Pietro (il futuro duomo).
Il vicus di Schio si sviluppò già a nel corso dell'XI secolo in seguito alla bonifica del territorio operata dai benedettini, attorno a un quadrivio formato dall'incrocio delle maggiori vie commerciali (ovvero l'intersezione tra la strada che collegava Magrè a Santorso e quella che metteva in collegamento Vicenza e Trento attraverso la Vallarsa) denominato Corobbo, in prossimità del castello e del duomo.

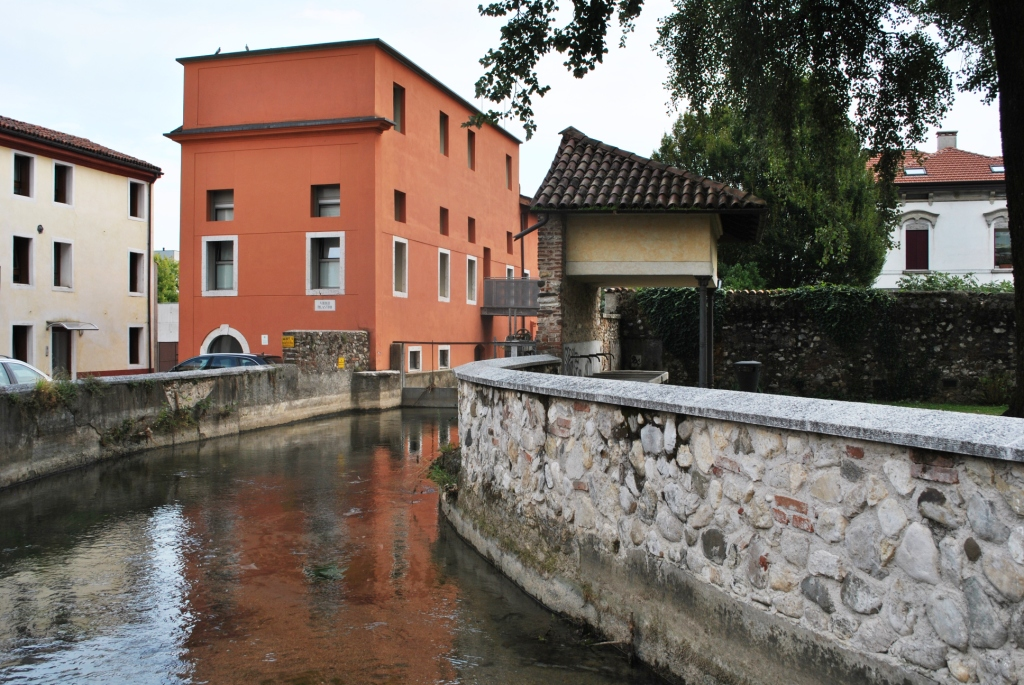
La Roggia Maestra attraversa il centro urbano di Schio. Fu realizzata nel XIII secolo dai Maltraversi.

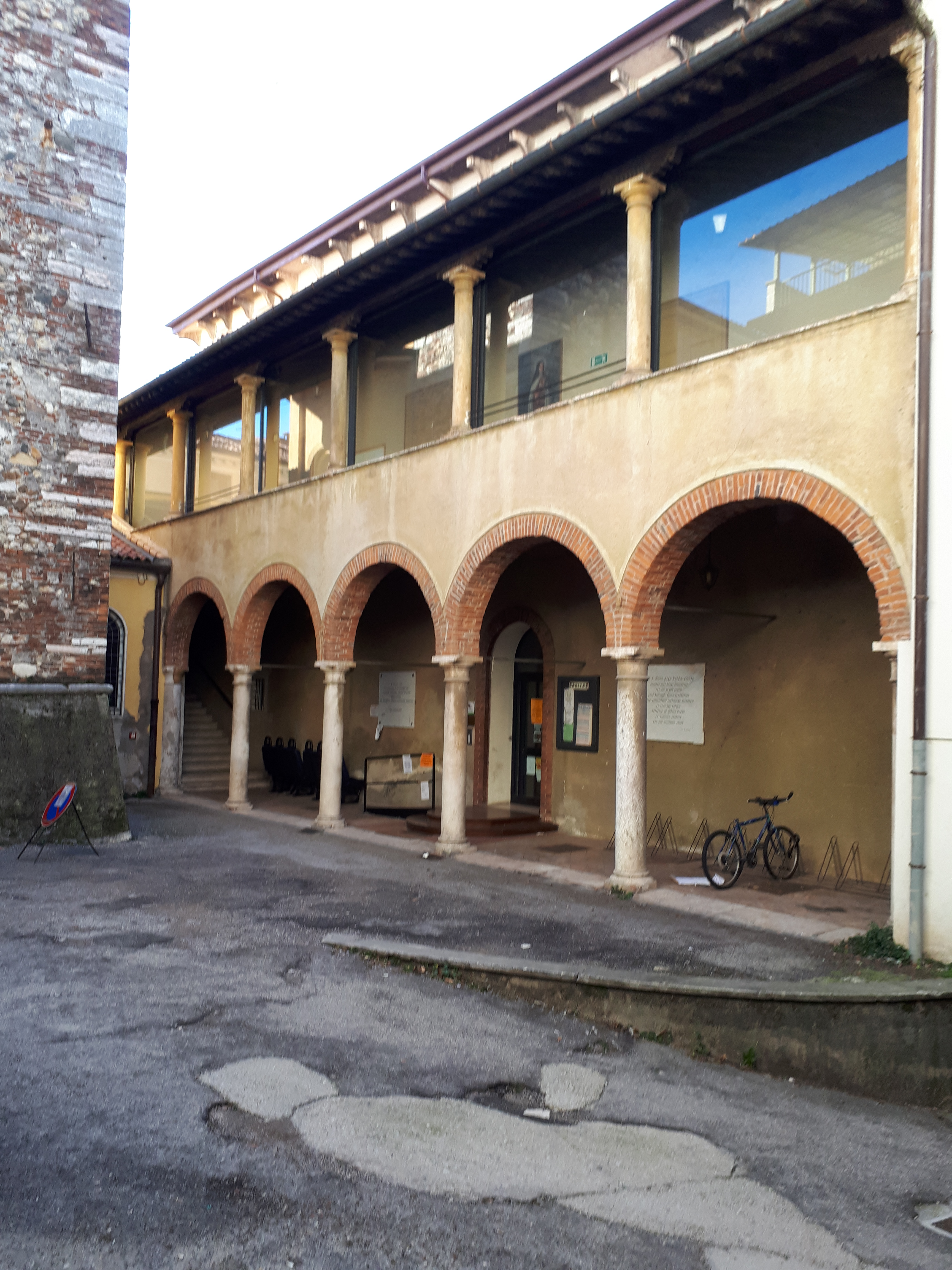
La quattrocentesca loggia dei Battuti, fu la prima istituzione ospedaliera scledense. Fu inoltre la prima sede del Monte di Pietà di Schio, fondato nel 1567.

Durante l'XI e il XII secolo forte fu la contrapposizione tra i vescovi di Vicenza e i conti Maltraversi, che da essi avevano ricevuto i feudi di Malo, Schio e Santorso sulla destra del Leogra, ma che tentavano di usurparli. La contrapposizione portò all'uccisione, nel 1184, del vescovo di Vicenza Giovanni de Surdis Cacciafronte da parte di un sicario di Malo, di nome Pietro, probabilmente su mandato del conte Uguccione Maltraversi. Dopo questi fatti i Maltraversi furono privati di alcuni loro feudi e castelli nel vicentino. Le dispute non cessarono con la morte del Cacciafronte e il successivo vescovo Pistore fu ucciso nel 1200 presso il castello di Pievebelvicino, in uno scontro con il conte Uguccione che aveva riconquistato il feudo vescovile, sottraendolo ai da Vivaro.
Non è ben chiaro il momento in cui nacque il Comune, forse già nel 1228, ma i primi documenti ritrovati sono datati 1275 e riguardano l'alienazione di beni comitali. Risale comunque a questo periodo lo scavo della Roggia Maestra, primo motore del futuro sviluppo economico di Schio. Il periodo medioevale fu molto travagliato da un punto di vista politico, in quanto si susseguirono numerosi dominanti.
Durante il Basso Medioevo, Schio rimase un feudo di famiglie signorili e seguì le sorti di Vicenza nei diversi periodi della sua soggezione a potenze regionali esterne: fu dei conti Maltraversi fino alla signoria di Ezzelino III da Romano (1236-1259), poi di nuovo dei Maltraversi, ma la casata era ormai in declino, tanto che Guido III Maltraverso chiese ai comuni di Schio e Santorso di poter far abitare dai tedeschi i colli circostanti - di proprietà appunto dei comuni; Schio passò poi sotto il controllo degli Scrovegni prima e dei Lemici poi, quando Vicenza fu soggetta a Padova (1266-1311).
Agli inizi del Trecento il passaggio sotto la dominazione scaligera (1311-1387) non fu indolore: i padovani, prima di essere sconfitti, devastarono tutto il territorio (compreso quello scledense) con orrendi saccheggi. La zona di Schio divenne feudo dei Nogarola. La signoria dei Nogarola sulla terra di Schio non aveva nulla a che vedere con l'antica signoria feudale, la quale era già stata spogliata di ogni giurisdizione con l'affermarsi del Comune locale, che a sua volta dipendeva da quello di Vicenza; i Nogarola non potevano interferire con la vita pubblica scledense ed erano completamente soggetti all'autorità comunale. A quel tempo il territorio fu organizzato e fu istituito un controllo diretto del signore: durante il periodo scaligero a Schio risiedeva un capitanio, sostituito da un vicario nominato direttamente da Giangaleazzo nel periodo visconteo (1387-1404). Nel 1311 Schio contava 300 famiglie, corrispondenti a circa 1 600/1 800 abitanti.
Intorno alla metà del Trecento, durante la dominazione scaligera, Schio divenne sede di vicariato civile, che comprendeva nella sua giurisdizione amministrativa diversi paesi del territorio, oggi compreso nei comuni di Arsiero, Caltrano, Cogollo, Laghi, Lastebasse, Marano, Pedemonte, Piovene Rocchette, Posina, San Vito di Leguzzano, Tonezza, Torrebelvicino, Valdastico, Valli del Pasubio, Velo d'Astico.
Verso la fine del secolo in città fu instaurata un'effimera signoria - gradita agli scledensi che cercavano di emanciparsi dal troppo rigido controllo del Comune di Vicenza - nella persona di Giorgio Cavalli, appartenente a una nobile famiglia veronese che si era distinta durante la signoria scaligera, ma nell'ottobre 1387 era al servizio di Venceslao di Lussemburgo come consigliere imperiale e in quella sede interpose i suoi buoni uffici in favore di Giangaleazzo Visconti per farlo nominare duca di Milano. Contemporaneamente a questa nomina, il 13 ottobre 1386 l'imperatore investì Giorgio Cavalli dell'antico comitato di Santorso, a suo tempo appartenuto ai Maltraversi. Giangaleazzo impose ai vicentini di rispettare questo privilegio, che comportava una riduzione della giurisdizione del Comune di Vicenza. Nello stesso tempo Venceslao cedette in feudo al Cavalli, per una somma annua di 7 800 fiorini, anche Schio, Torre e Pievebelvicino, giustificando tale generosità con il fatto che il Cavalli aveva lavorato a servizio suo e dell'impero.
Ai Cavalli il feudo rimase nei pochi anni ancora restanti del periodo visconteo (1387-1404). Dopo la dedizione di Vicenza a Venezia, Giorgio Cavalli rinunciò al comitato e si pose al servizio della Serenissima. Schio, che nel 1393 compilò i propri statuti comunali, tra la fine del Trecento e l'inizio del Quattrocento aveva approssimativamente 3 000 abitanti, nello stesso periodo la confraternita dei Battuti fondò la prima istituzione ospedaliera scledense, che non svolgeva però funzioni assistenziali ma si limitava a fornire un ricovero ai pellegrini.

### La Chiesa scledense nel Medioevo

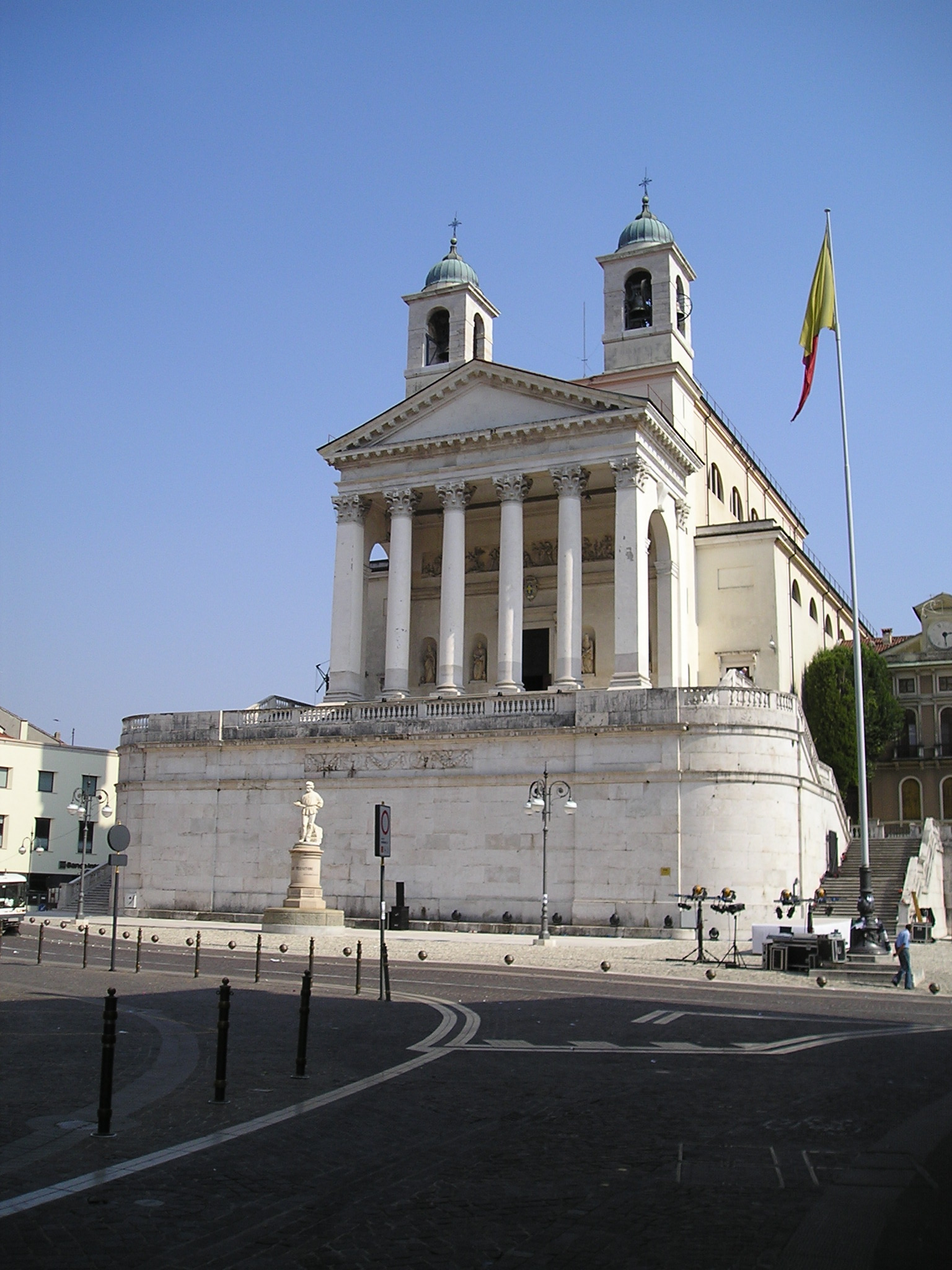
L'attuale duomo di Schio, frutto delle numerose ricostruzioni effettuate nel corso dei secoli

Alla fine del X secolo i benedettini del monastero di San Felice di Vicenza avevano curtes, insediamenti e cappelle lungo tutta l'antica strada romana che da Vicenza portava alla Valle dell'Astico, e quindi anche a Schio, dove nel 983 il vescovo Rodolfo donava loro in Scledo curtem que vocatur Garzone, con un privilegium in cui non si fa parola di una cappella. Altri possedimenti in zona appartenevano al vescovo e ai canonici della cattedrale di Vicenza, che da essi riscuotevano le decime.
La cappella S. Petri de Garzone (al posto della quale ora sorge il duomo di Schio, ancora dedicato a san Pietro) viene invece citata da un successivo privilegium del vescovo Liudigerio nel 1064, ma questa volta come proprietà delle benedettine del monastero di San Pietro in Vicenza (da cui forse la dedicazione dell'edificio), atto confermato nel 1123 da papa Callisto II, che alle stesse monache confermava anche la pieve di Belvicino con tutte le cappelle a esse soggette; nello stesso documento veniva ufficializzato il trasferimento della sede pievana dalla chiesa matrice di Pievebelvicino a quella di San Pietro a Schio (i riti battesimali di Pasqua e Pentecoste continuarono però a esser celebrati nella vecchia chiesa di Santa Maria a Pievebelvicino); San Pietro diventerà sede pievana in maniera definitiva solo nel 1453. Sembra che la cappella di San Pietro sia stata costruita sulle rovine di una Warte (torre di osservazione) longobarda, da cui derivò il nome di Warzone poi Garzone (oggi Gorzone).
Presso l'antica chiesa di san Martino i benedettini di San Felice stabilirono un priorato, sicuramente esistente nel 1186 - allora dipendente dalla pieve di Malo - e che sopravvisse fino alla soppressione napoleonica. Già nel XIV secolo, però, la vita benedettina si era estinta a San Martino e al priorato restava solo il possedimento; come priore i monaci di San Felice nominavano un sacerdote secolare, che però non era gradito dagli scledensi.

## Repubblica veneta (1406-1797)
Un biennio dopo la dedizione di Vicenza a Venezia, Giorgio Cavalli, posto agli arresti, dovette forzatamente rinunciare al feudo, così anche Schio entrò a far parte dei Domini di Terraferma della Serenissima Repubblica. Da allora Schio ebbe un vicario eletto nel consiglio comunale di Vicenza, sulla base del Privilegium concesso a Vicenza nel 1404 e nel 1406. Molte volte Schio inviò a Venezia petizioni per ottenere lo status di podestaria con un podestà nominato dalla Repubblica (nel solo Quattrocento le suppliche furono presentate nel 1463, 1468, 1470, 1492) - concessione che era stata conferita alle cittadine murate di Lonigo e Marostica - ma, nonostante il parere favorevole di Venezia, Vicenza pretese e ottenne il rispetto dei patti e Schio rimase un vicariato distrettuale durante tutto il periodo di appartenenza alla Serenissima. Allo stesso modo - fallito il tentativo di svincolarsi da Vicenza dal punto di vista politico-amministrativo mediante la nomina di un podestà direttamente da Venezia - la comunità scledense tentò a più riprese di rivendicare una certa autonomia dal capoluogo berico almeno in ambito religioso, cercando di far elevare la chiesa di san Pietro al rango di collegiata. L'obiettivo venne raggiunto nel 1634, dopo i falliti tentativi del 1590, 1611 e 1625.

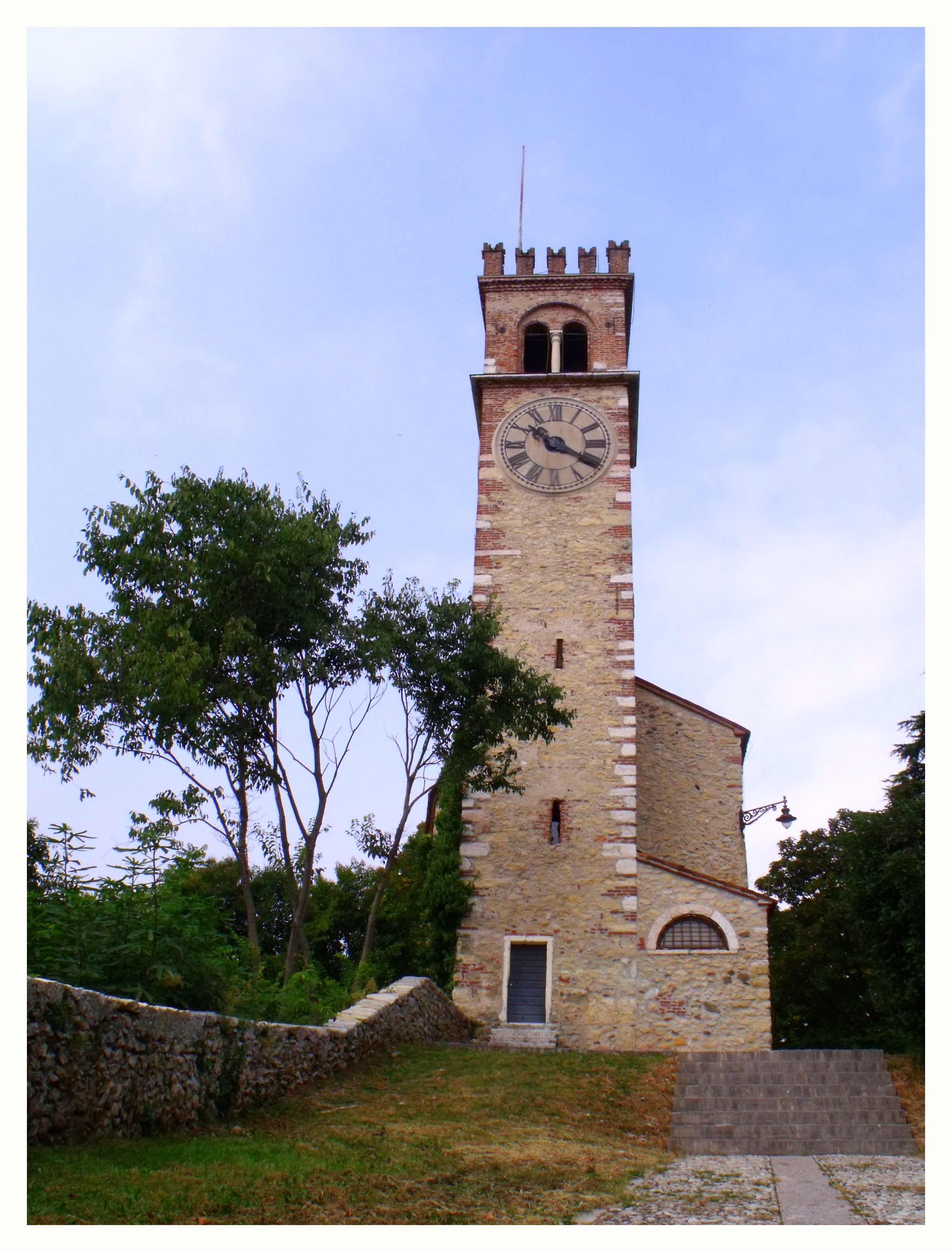
Gli unici resti del castello di Schio. Fu definitivamente fatto demolire dalla Serenissima in risposta agli atteggiamenti filo-imperiali assunti da Schio nel primo Cinquecento

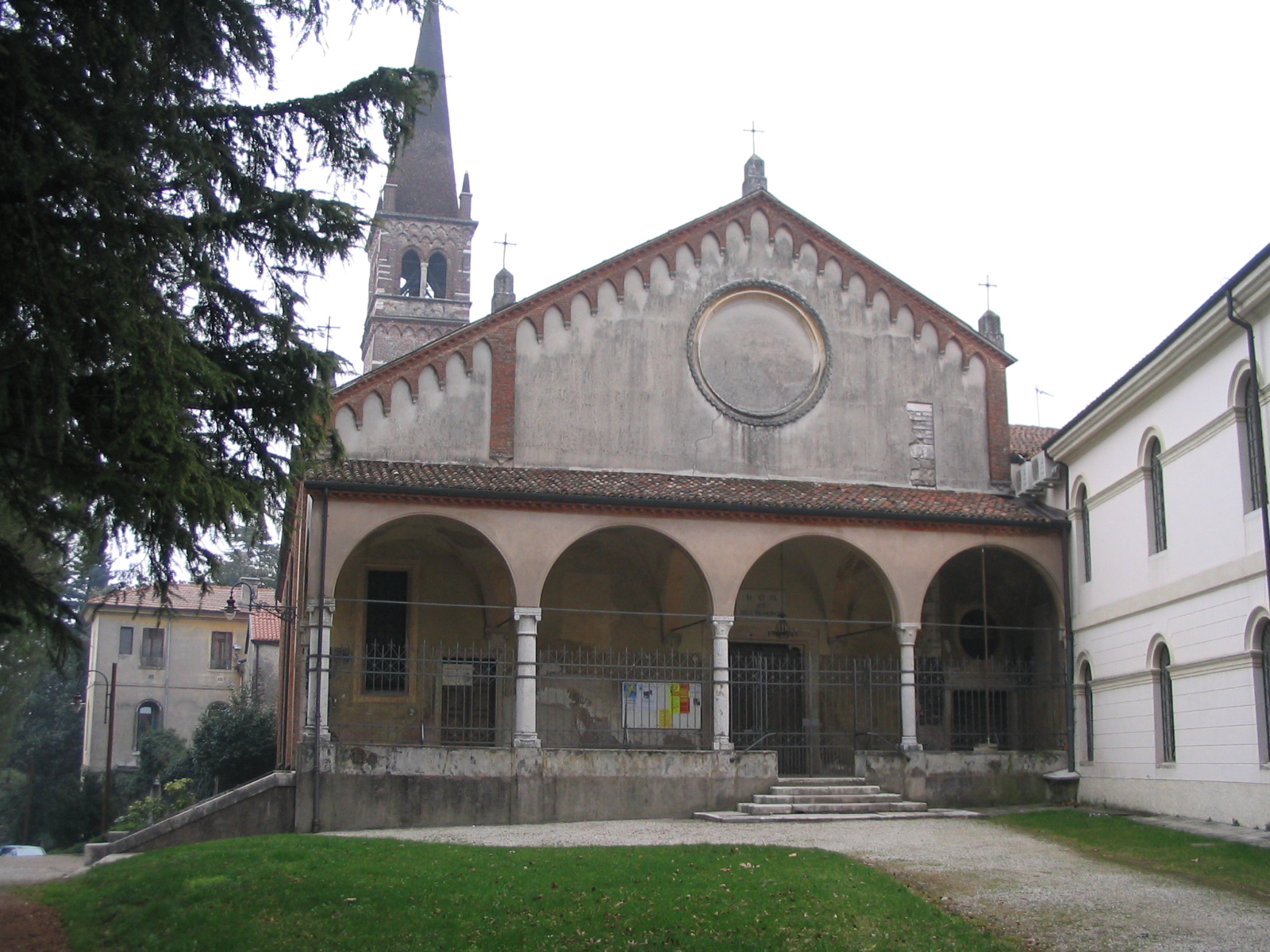
La chiesa di San Francesco dei frati minori osservanti

Se si esclude il complicato periodo della guerra della Lega di Cambrai del primo Cinquecento (dove la comunità scledense in più occasioni assunse un atteggiamento anti veneziano nell'illusione di potersi finalmente svincolare dal controllo esercitato da Vicenza sul suo territorio qualora gli eventi avessero assunto una piega favorevole, cosa poi non avvenuta e che determinò anzi la definitiva demolizione del castello di Schio da parte della Serenissima nel 1514, oltre che il pagamento a Venezia di pesanti sanzioni), durante il lungo periodo di dominio della Repubblica di Venezia, Schio conobbe un grande sviluppo economico e sociale. La popolazione scledense si specializzò sia nello sfruttamento delle vene metallifere, attività che le permise di integrare la magra rendita agricola, sia nell'arte laniera: la città diventò infatti col tempo il principale luogo di produzione laniera della Serenissima, impiegando un artigianato già ben avviato, fino a sostituirsi come centro di produzione a Vicenza e a ottenere nel 1701 il privilegio della produzione dei panni alti. Schio era diventato il principale centro della giurisdizione civile di Vicenza, tanto che ottenne da Venezia il titolo di Terra a differenza degli altri centri, definiti semplicemente Villa. Lo sviluppo del centro abitato favorì l'insediamento di vari ordini religiosi e istituzioni: i frati minori osservanti (dal 1424), le monache agostiniane (dal 1498),  il Monte di Pietà (nel 1567), l'ospedale Baratto (nel 1611). Anche la popolazione scledense aumentò costantemente durante il periodo veneziano: passò dai circa 5 000 abitanti della prima metà del Cinquecento, agli oltre 8 000 censiti nel primo Seicento; nel 1720 si contavano circa 7 000 abitanti, nonostante la peste del 1630 avesse mietuto oltre 4 000 vittime. Come conseguenza dell'espansione del nucleo urbano nel secondo Settecento vennero inoltre demolite le porte: ad esempio nel 1766 venne demolita la porta del Corobbo, nel 1770 quelle di Porta di Sotto e di Sareo. Analogamente, probabilmente per dar maggior respiro alla angusta Piazza sulla quale ergeva (l'attuale piazza Garibaldi), tra la fine del Seicento e i primi del Settecento venne ordinata la demolizione della casa del Consiglio - ossia l'edificio che ospitava i rappresentanti della comunità scledense - che non venne più ricostruita.
A Schio, una nuova combinazione dei fattori produttivi determinò, a partire dagli anni trenta del Settecento, l'ascesa veramente spettacolare del settore laniero, basandosi sull'innovazione del prodotto, e grazie alla presenza di abbondante materia prima e acqua.
A determinare questo sviluppo fu l'iniziativa che il patrizio veneziano Nicolò Tron assunse a Schio a partire dal 1718: di ritorno dall'ambasceria d'Inghilterra, egli scelse Schio quale luogo idoneo per iniziare la sua attività; avvalendosi della consulenza di alcuni tecnici inglesi, iniziò la produzione di tessuti più moderni e leggeri: per i mercati del Levante realizzò le londrine sul modello marsigliese e per quello locale i panni mischi. Sebbene le attività di Tron non avessero ottenuto il successo sperato, esse favorirono la diffusione delle tecnologie avanzate di cui disponeva agli altri fabbricanti, promuovendo così la crescita del settore laniero a Schio.
Nel 1746 a Schio venivano prodotte circa 600 pezze per il mercato estero, con una capacità produttiva in continuo aumento, fino a raggiungere le oltre 16 000 pezze all'anno verso la fine del secolo, quando i fabbricanti locali erano circa 130, con circa 550 telai attivi.
Nel secondo Settecento infatti, l'attività laniera scledense conquistò la visibilità internazionale: Schio, che nel frattempo era cresciuta in ricchezza e popolazione, divenne il principale centro laniero italiano, assieme alla zona produttiva della val Gandino.
Questa situazione favorevole si concretizzò anche grazie alle esenzioni daziarie concesse dalla Serenissima Repubblica agli imprenditori a partire dal 1755; era cambiato anche il rapporto con le autorità pubbliche centrali, non più così lontane come in precedenza, ma anzi collaborative e favorevoli: il patrizio veneziano Prospero Valmarana, Deputato alle fabbriche (una sorta di ministro dell'industria), nella relazione relativa alla visita a Schio eseguita nel 1764, descrisse un ambiente particolarmente favorevole grazie all'ordine, ricchezza e operosità riscontrate, compiacendosi infine per i lusinghieri risultati ottenuti anche grazie agli aiuti concessi da Venezia.
A Schio si era oramai avviato un vero e proprio processo di industrializzazione: comparvero grandi tessiture, gran parte della manodopera si trovò in una condizione tipicamente operaia, vennero avviate anche attività collaterali a quella laniera, come alcune tintorie altamente specializzate. Nella seconda metà del Settecento, vennero avviati lanifici costituiti dalle prime grandi manifatture accentrate, come quelle dei Garbin e dei Conte, dove veniva effettuato l'intero processo lavorativo, a esclusione della filatura. Questi eventi possono esser considerati i primi veri sintomi della rivoluzione industriale che si realizzò a Schio e che sarebbe esplosa solo nel secolo seguente, grazie all'attività di Alessandro Rossi.

## L'Ottocento

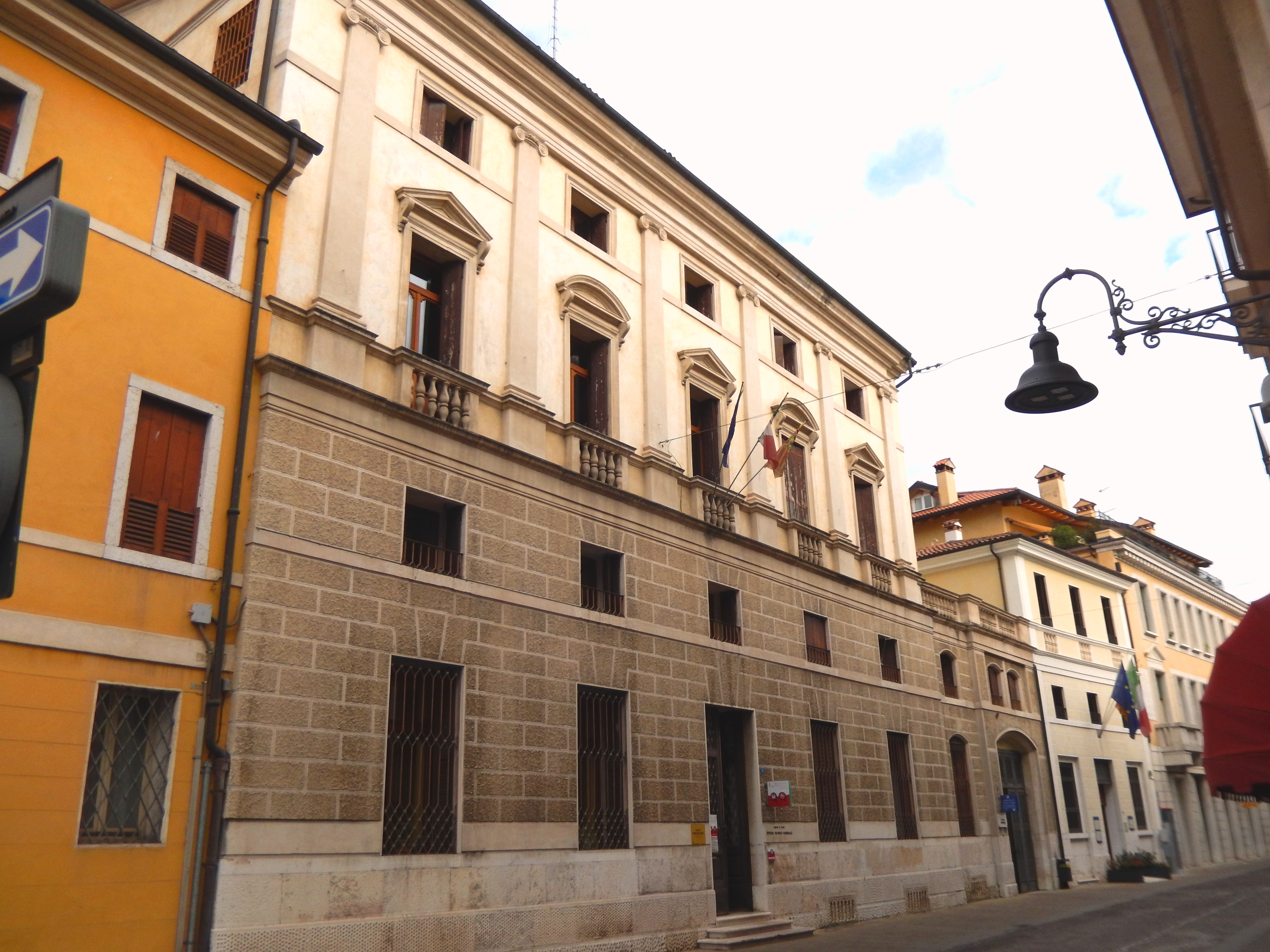
Nel corso del XIX secolo a Schio, grazie soprattutto all'impulso dato dall'eccezionale sviluppo della Lanerossi, si assiste a un grande rinnovamento edilizio, con nuove costruzioni e numerose ristrutturazioni. Nell'immagine palazzo Maraschin Rossi, radicalmente rimaneggiato nel 1877.

La prima campagna italiana di Napoleone si concluse con la caduta della Repubblica di Venezia, da lui mercanteggiata con l'Austria nel Trattato di Campoformio del 16 ottobre 1797. La storia di Schio (e del territorio vicentino) si trova inserita in questi grandi avvenimenti. Gli abitanti di Schio, rimasti molto legati a Venezia, si dimostrarono subito ostili nei confronti dei francesi, e furono molte le occasioni di contrasto (anche estremamente violento) con gli invasori, e spesso fu necessario mobilitare l'esercito francese con l'armeria pesante per placare gli insorti. I saccheggi e le imposizioni sui territori della Serenissima crearono un forte malcontento.

Va ricordata la sollevazione del 1809 in occasione di un dazio imposto dai francesi sulla macinazione dei prodotti agricoli: la protesta partì da Valdagno, si estese a Monte di Malo arrivò a Schio per poi allargarsi a tutta la fascia prealpina. Da una testimonianza scritta di Pietro Negri, il procuratore del tribunale di Schio, si può capire con quale forza e determinazione gli abitanti di Schio e dintorni si opposero a questo nuovo dazio, mettendo a ferro e fuoco gli uffici pubblici, il tribunale, la gendarmeria e aprendo le carceri. Si fondò una sorta di nuovo governo e solo con l'intervento di alcuni personaggi illustri e rispettati dai cittadini si evitò un'ulteriore degenerazione del conflitto. A causa della scarsa organizzazione, all'arrivo dei contingenti francesi i rivoltosi furono dispersi e la situazione fu riportata alla normalità. Questo evento però, viene riportato come uno dei fatti più importanti avvenuti durante la dominazione francese di questi territori e permette di capire l'esasperante situazione socio-economica in cui si trovava la popolazione in quel periodo.
A quell'epoca l'economia scledense si basava principalmente sulla lavorazione della lana in cui Schio vantava da sempre un posto di primissimo ordine. Sotto il dominio napoleonico, quest'attività decadde e le industrie e i commerci vennero quasi totalmente annullati. Va detto però che nonostante l'immobilità dello Stato, le autorità del Regno d'Italia presero coscienza della importante situazione di sviluppo che si stava verificando a Schio. Dal punto di vista amministrativo Schio divenne il capoluogo di un Distretto facente capo al Dipartimento del Bacchiglione.
La depressione economica perdurò anche durante il periodo di dominazione austriaca, anche a causa del fatto che i dominatori francesi prima e asburgici poi, preferirono favorire lo sviluppo delle industrie nazionali, considerando di fatto attività concorrenti quelle dei territori controllati. Nel 1817 a Schio venne concesso il titolo di città da Francesco I d'Austria. Nel 1866 la popolazione scledense era di circa 6 600 abitanti.

## L'industrializzazione

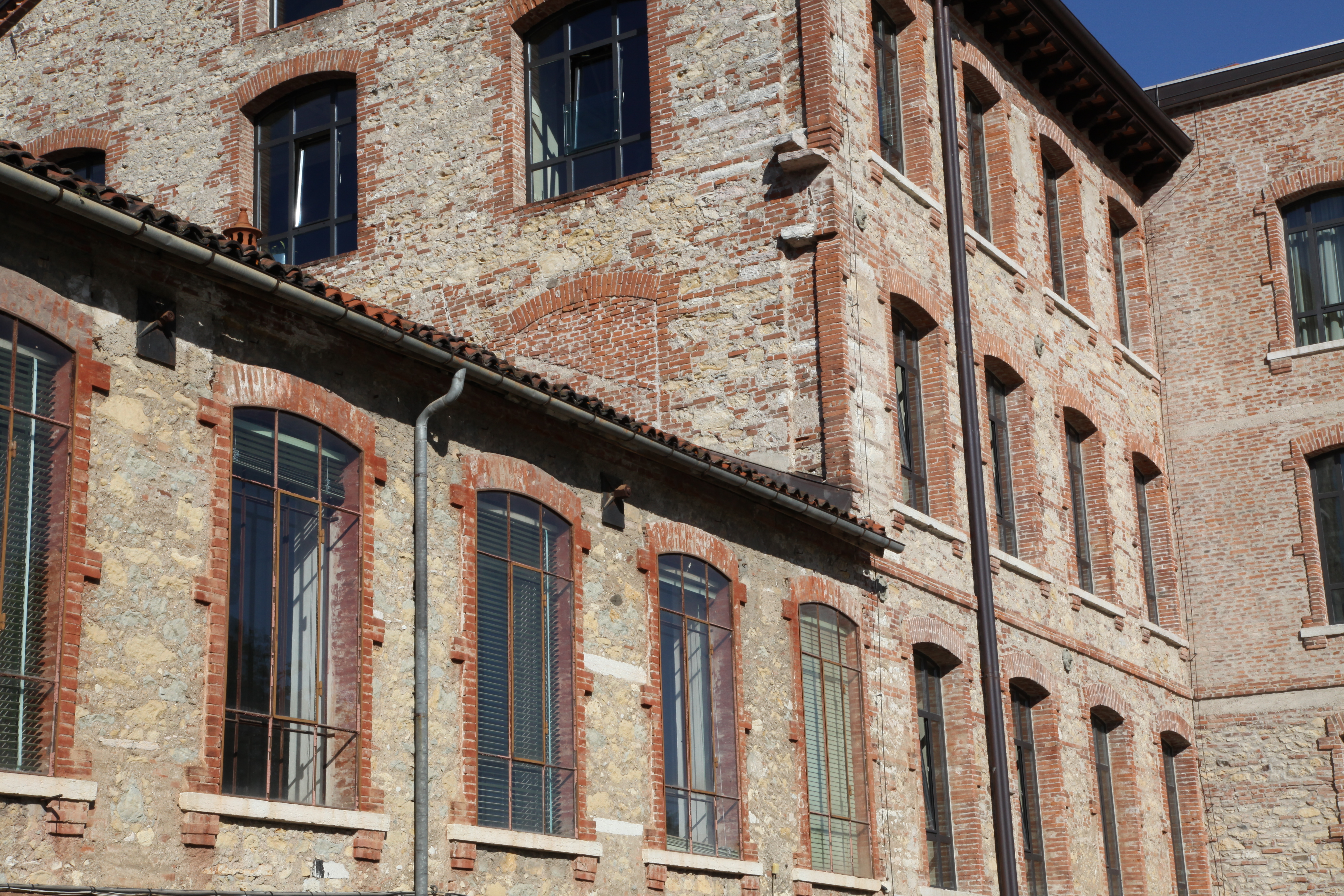
Scorcio del Lanificio Conte realizzato con il cotto e la pietra locale, i tipici materiali utilizzati per la costruzione degli opifici realizzati durante il processo d'industrializzazione in atto a Schio nell'Ottocento

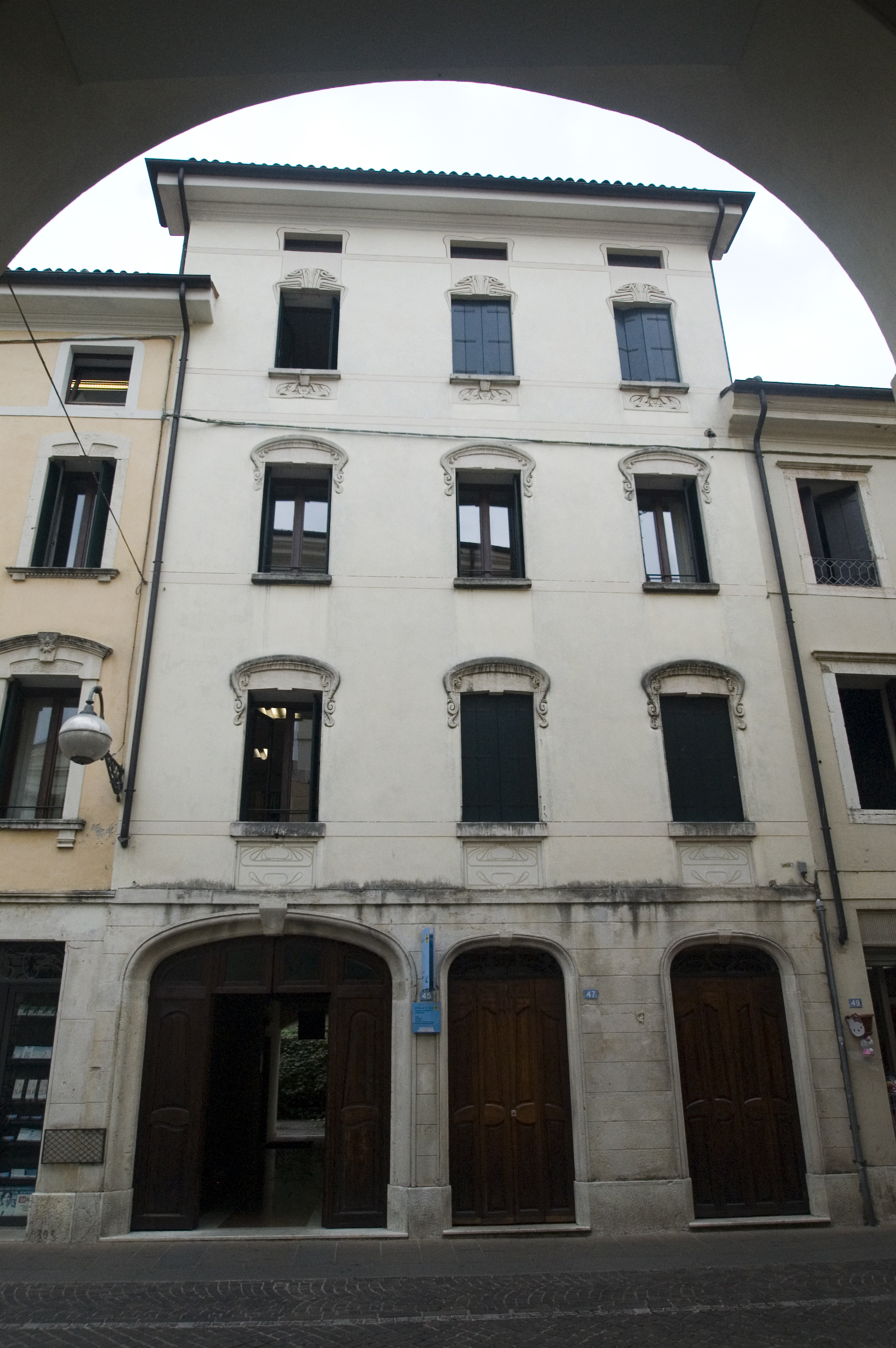
Una palazzina del centro storico rinnovata nei primi del Novecento secondo il gusto liberty

Già nei primi vent'anni del secolo esistevano in città gli opifici più antichi (lanifici Garbin e Conte) e quello di Francesco Rossi (padre di Alessandro), fondato nel 1817. Ma fu Alessandro Rossi che fece crescere la fabbrica laniera del padre riuscendo a farla divenire la maggior azienda laniera del mondo a quell'epoca (Lanerossi).
La vertiginosa crescita del lanificio Rossi favorì la nascita a Schio di altri lanifici (ad esempio il lanificio Cazzola). Schio in seguito a questo grande sviluppo dell'industria laniera fu definita la Manchester d'Italia. Lo sviluppo dell'economia locale determinò la fondazione di altre attività legate all'industria laniera, come la produzione di navette (in questo settore vanno segnalate la Saccardo e la Federle), l'industria meccanica (soprattutto con la De Pretto), e una vivacità imprenditoriale rivolta anche verso altri settori (come ad esempio la carrozzeria Dalla Via, l'industria grafica Marzari e il cementificio Italcementi).
Rossi, uomo di grande ingegno e cultura, diede un decisivo contributo a fare di Schio uno straordinario polo industriale e urbano. In primo luogo realizzò una moderna e pionieristica industria tessile, ponendo al centro della produzione il lavoratore. Finanziò la costruzione in città di un gran numero di istituzioni per i lavoratori della sua fabbrica, assunte poi a modello dagli altri imprenditori del tempo. Modificò inoltre l'urbanistica della città, con la costruzione di nuove abitazioni per gli operai (il nuovo quartiere operaio), nuove strutture sociali (come gli asili per i figli dei lavoratori, scuole, un teatro, giardini) e intervenendo anche nella ristrutturazione di palazzi, chiese e piazze. Dedicò anche una statua al tessitore, primo monumento in Italia dedicato a degli operai. Promosse e finanziò la costruzione di collegamenti ferroviari, oggi dismessi, con Torrebelvicino, Rocchette, Asiago e Arsiero, mentre il collegamento ferroviario con Vicenza, tuttora operativo, venne inaugurato nel 1876.
In considerazione dell'enorme impatto che ha avuto nella sua storia, nel 2022 la città di Schio è stata intitolata al suo più illustre cittadino: Alessandro Rossi.
Nonostante tutto nel 1891, soprattutto a partire dallo sfortunato sciopero svoltosi nei mesi di febbraio e aprile, circa 300 famiglie (1 100 persone) di operai tessili ex-addetti al lanificio di Schio si diressero in Brasile. Oggi, il numero dei loro discendenti raggiunge la cifra di oltre 16 000 persone che si trovano negli Stati di: São Paulo, Rio Grande do Sul, Rio de Janeiro, Minas Gerais e Espírito Santo.
Tra i più importanti stabilimenti di lanifici dismessi ancora presenti a Schio, che testimoniano il suo passato industriale, sono da ricordare il lanificio Conte e Cazzola, lo stabilimento intitolato a Francesco Rossi con l'attigua fabbrica Alta fatta costruire nel 1862 da Alessandro; questa in particolare è un simbolo dell'archeologia industriale nazionale costruita secondo il modello architettonico industriale Nord europeo.
A Schio l'industrializzazione determinò un generalizzato sviluppo sociale ed economico: a fianco della classe proletaria si affermò anche una consistente fascia appartenente alla borghesia; si organizzò nel contempo l'associazionismo di matrice cattolica; la realtà scledense era in grande fermento: in questo periodo le suore canossiane fondarono il loro convento (1864), si realizzò il già citato collegamento ferroviario con Vicenza (1876), il nuovo cimitero (1890); nell'agosto del 1889 venne inaugurata la seconda centrale idroelettrica d'Italia, la prima del Veneto, nel 1901 i salesiani fondarono a Schio l'oratorio don Bosco, il conte da Schio realizzò e fece volare sopra la città il primo dirigibile italiano (1905), si edificò il nuovo teatro (1909), vennero edificate o restaurate numerose residenze di pregio e realizzati monumenti dedicati a personaggi illustri.
Dal punto di vista urbanistico durante il periodo Rossiano Schio crebbe, si trasformò e modernizzò soprattutto grazie ai variegati progetti realizzati su progetto di Antonio Caregaro Negrin, l'architetto di fiducia di Alessandro Rossi; tali numerosi interventi hanno definito la attuale fisionomia del centro storico. La più grande opera realizzata a Schio nei primi anni del Novecento risulta essere invece l'apertura nel 1905 della strada rettilinea che collega direttamente il duomo e la stazione ferroviaria (l'attuale via Battaglion Val Leogra), completata da palazzine liberty su ambo i lati e collegata in posizione centrale alla piazza del municipio, ricavata dalla trasformazione del giardino del palazzo.

## Prima guerra mondiale

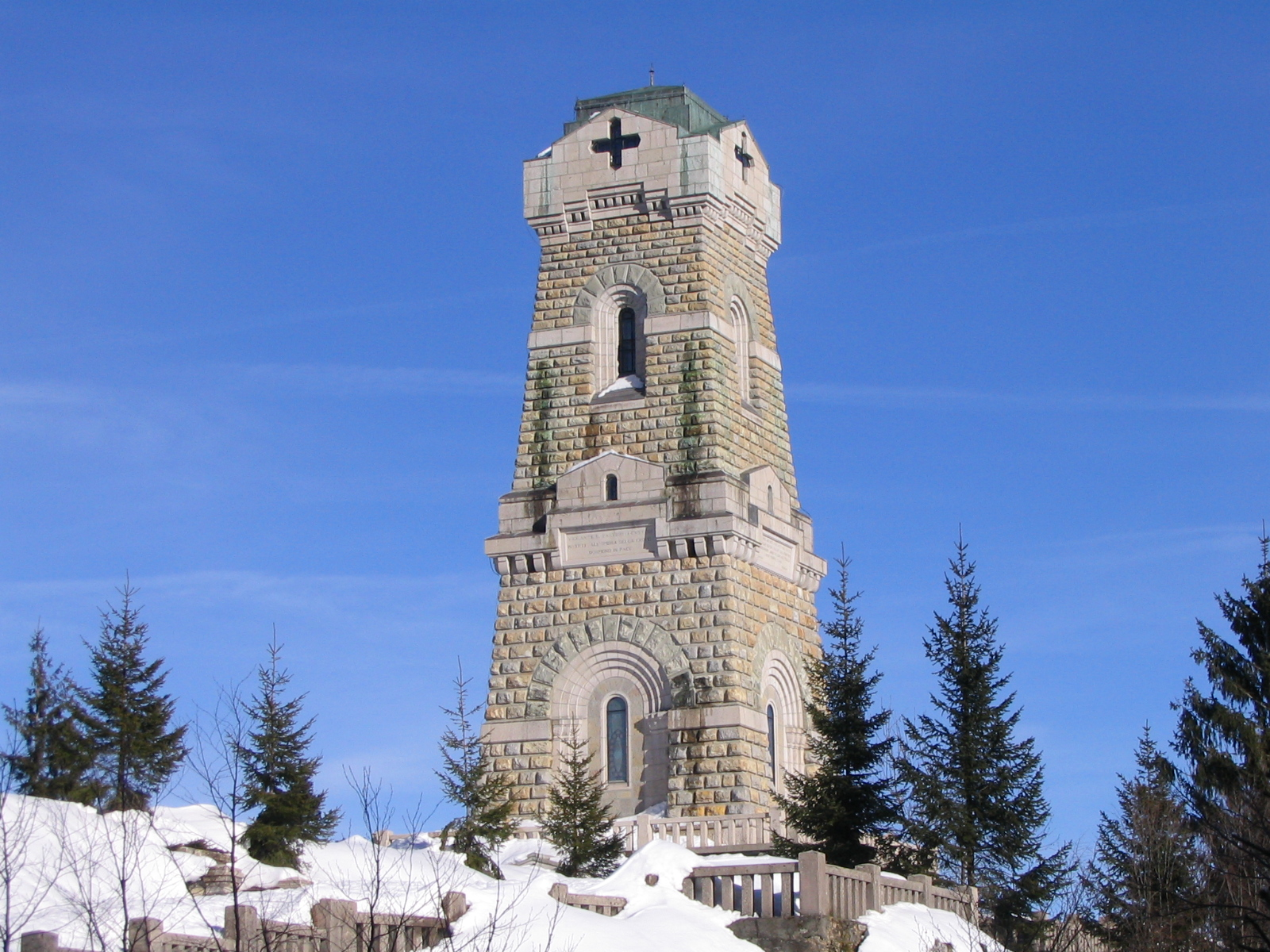
L'Ossario del Pasubio raccoglie le spoglie degli oltre 5000 caduti durante la prima guerra mondiale sul fronte del Pasubio.

Col decreto di mobilitazione del 23 maggio 1915, Vicenza e la sua provincia furono dichiarate zona di guerra e quindi Schio rimase inclusa nella zona delle operazioni. Essendo fin dall'inizio nelle immediate retrovie del fronte Pasubio, Schio e tutta la Val Leogra subirono particolarmente la Grande Guerra, dando prova di fermezza e dignità anche al costo di gravi perdite. Le truppe italiane avanzarono subito, superando il confine austriaco di Pian delle Fugazze e gli alpini conquistarono il Pasubio. Schio subì durante la guerra numerosi bombardamenti da parte dell'aviazione nemica.
Nel maggio 1916 gli austriaci organizzarono un'improvvisa e imponente offensiva, conosciuta in Italia con il nome di Strafexpedition, ossia spedizione punitiva.
L'eroica difesa italiana sui monti Pasubio e Novegno permise di far fallire la spedizione, riportando una delle più importanti vittorie della guerra. Nell'estate del 1916 i comandi italiani realizzarono un sistema difensivo nelle montagne scledensi di allora, di cui rimangono tuttora le testimonianze nella strada delle 52 gallerie. Da ricordare inoltre la tragica vicenda avvenuta nel Monte Pasubio dei denti italiano e austriaco in cui per mezzo di gallerie sotterranee venne fatto esplodere il Dente italiano.
La città di Schio è stata decorata con la Croce al merito come riconoscimento dei grandi sacrifici patiti in tempo di guerra.

## Tra le due guerre

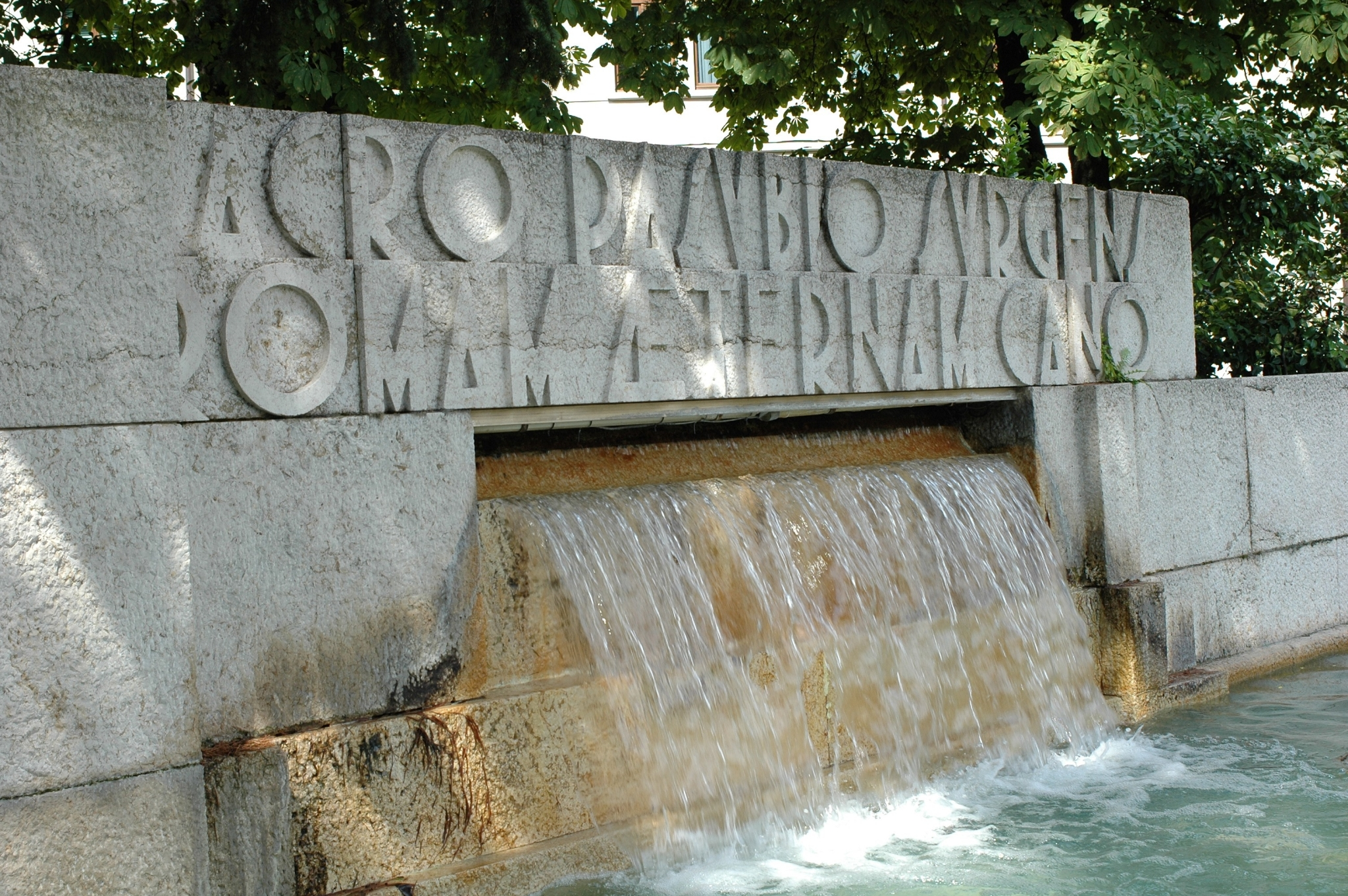
La fontana realizzata nel 1932 da Vincenzo Bonato

Nel 1928 il comune di Magrè viene annesso a quello scledense.
Durante il periodo fascista vennero effettuati numerosi interventi edilizi, in linea con la modernizzazione del Paese fortemente voluta dal regime: venne prolungata via Maraschin collegandola con la strada verso Rovereto, venne eretto un nuovo quartiere operaio nel margine ovest dell'abitato, il Villaggio Pasubio (composto da 160 alloggi), completato da moderne strutture sportive, inaugurate da Mussolini nel settembre del 1938. Sul finire degli anni trenta venne aperta una nuova arteria viaria nel centro cittadino completata da un grande edificio scolastico (le attuali via e scuole Marconi).
A Schio, centro con una consolidata tradizione proletaria, durante il periodo fascista rimasero attive numerose sacche di opposizione, il PCI non venne mai completamente eradicato. In seguito alla deposizione di Mussolini deliberata dal Gran consiglio del fascismo del 25 luglio a Schio vi furono intense manifestazioni di gioia, che durarono addirittura fino al 28 luglio.

## Seconda guerra mondiale

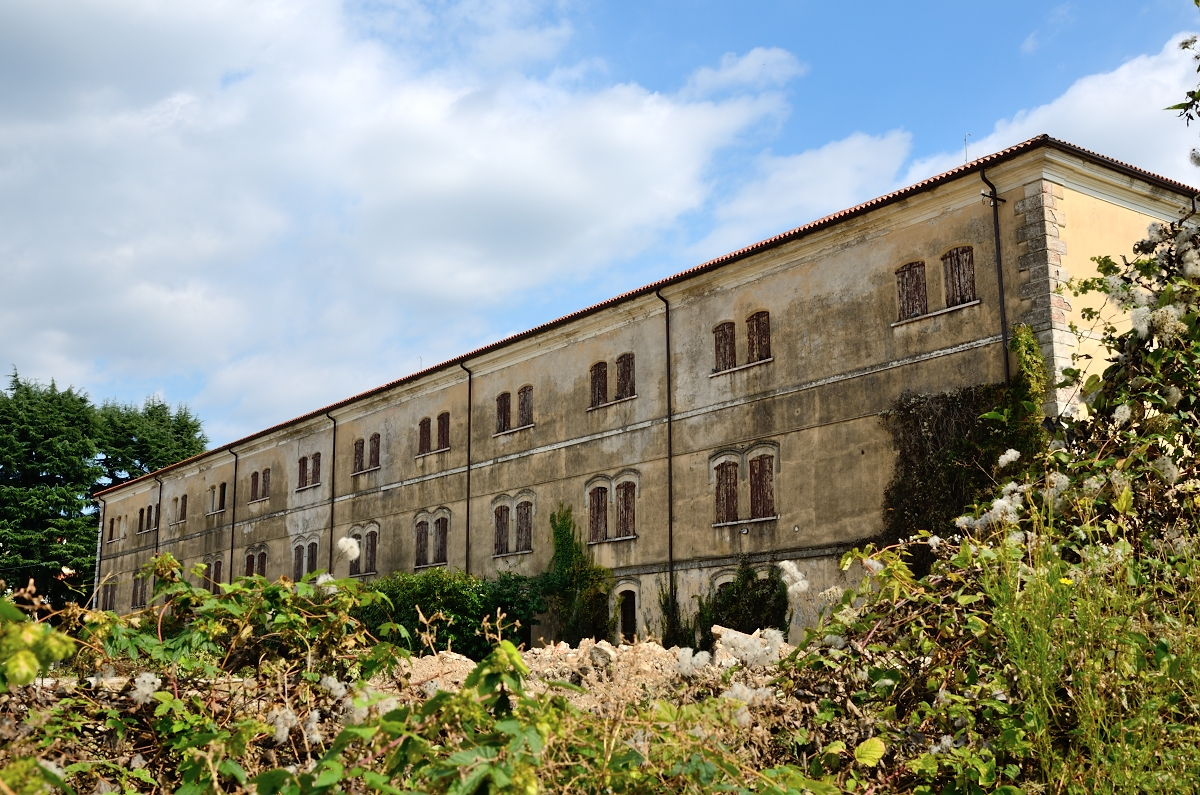
La caserma degli alpini Pietro Cella, attualmente inutilizzata

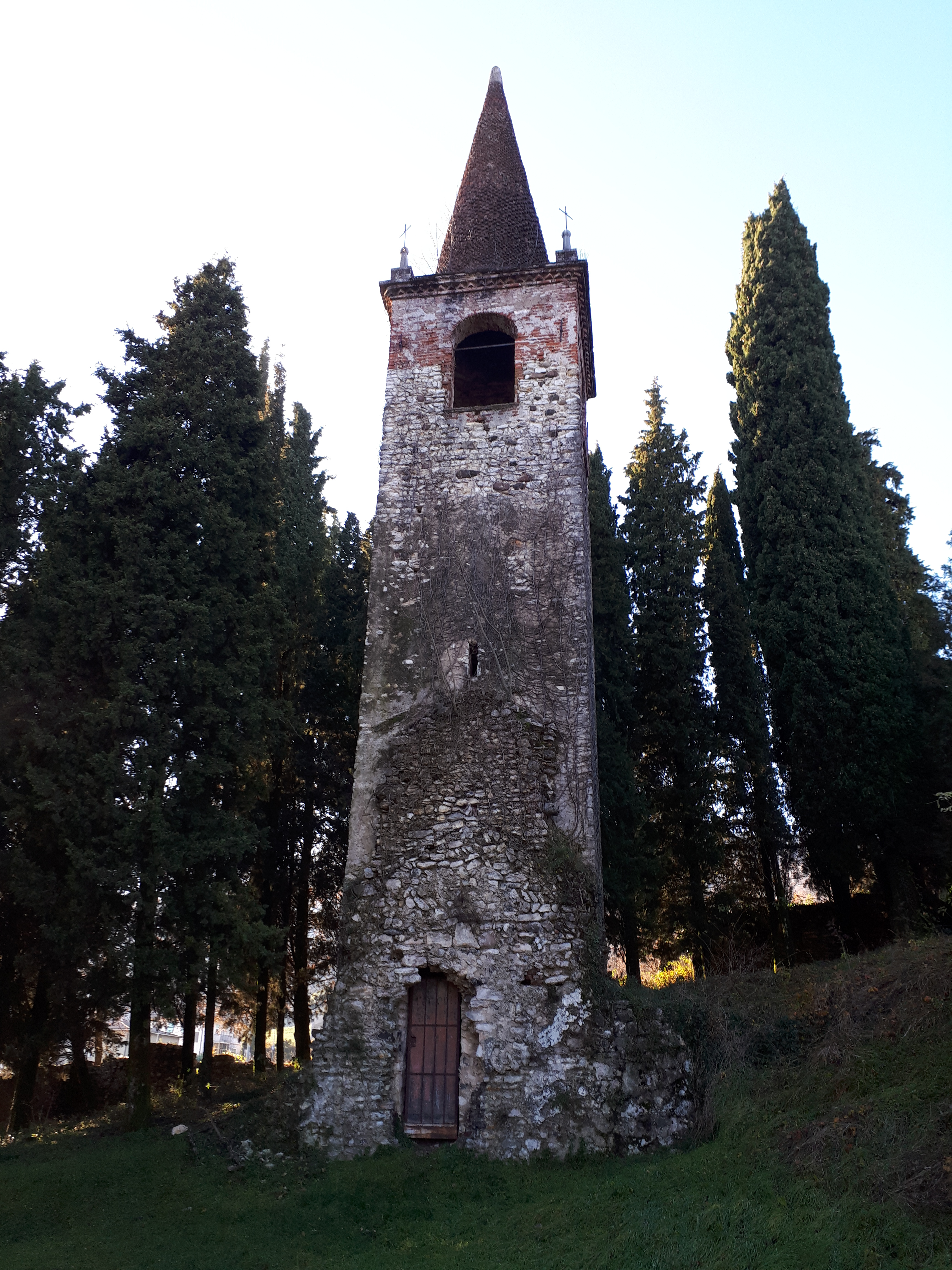
Il campanile romanico di Magrè, unico resto della antica chiesa dei santi Leonzio e Carpoforo, distrutta il 29 aprile del 1945 dai tedeschi in fuga

Schio durante la seconda guerra mondiale diede prova di grande forza d'animo. In seguito all'armistizio, il 10 settembre 1943 un piccolo reparto tedesco composto da fanti e militanti delle SS presero d'assalto la caserma Cella, dove erano acquartierati circa un migliaio di militari italiani, causando tra questi 4 morti e 7 feriti; presa la caserma, il giorno seguente i militari vennero deportati dalle forze tedesche che misero quindi sotto assedio la città. Particolarmente cruento fu il bombardamento della Lanerossi messo in atto dalle forze alleate il 14 febbraio 1945, che causò 11 morti e 68 feriti tra i civili. Il successivo 20 aprile al passaggio di un bombardiere in avaria, aggregato a uno stormo di velivoli, forse nel tentativo di alleggerire il carico, sganciò quattro bombe sul centro abitato di Magrè, causando la morte di cinque persone.
A Schio si sviluppò un movimento partigiano di una certa importanza, organizzato nelle formazioni "Ateo Garemi" e "Martiri della Val Leogra" che contrastò l'occupazione nazi-fascista fino alla fine delle ostilità.
Tra i partigiani si ricorda Guglielmino "Mino" Bertoldi, a capo del gruppo di partigiani della vicina Torrebelvicino, che fu tra i primi a entrare a Pedescala dopo il tristemente famoso eccidio perpetrato dai Fallschirmjäger tedeschi, che non rispettarono la tregua concordata a Schio e valida fino a Piovene Rocchette. Altra figura di rilievo fu quella di Nello "Alberto" Boscagli che coordinò le forze partigiane nelle ultime fasi dell'occupazione.
Lo spiccato sentimento antifascista di una importante fascia di popolazione causò per reazione la deportazione di 14 scledensi nei campi di Mauthausen-Gusen e Dachau; di questi solo uno sopravvisse e rientrò in città a guerra finita, il 27 giugno 1945, ridotto in un grave stato di deperimento. Il fatto causò una grande indignazione a livello popolare: il giorno seguente una folla si radunò nella piazza principale di Schio chiedendo giustizia; questo episodio contribuì a aizzare il sentimento di odio che sarebbe in seguito sfociato nel grave fatto di sangue noto come "eccidio di Schio".
Le forze della Resistenza liberarono Schio il 29 aprile 1945. Lo stesso giorno i tedeschi in ritirata fecero brillare il deposito di munizioni ubicato nella antica chiesa dei santi Leonzio e Carpoforo, detta del cimitero vecchio, di Magrè: l'esplosione distrusse completamente l'edificio sacro, con la sola eccezione del campanile romanico.
In seguito la città è stata decorata con la medaglia d'argento al valore militare come riconoscimento dell'intensa lotta combattuta nel periodo della liberazione.

### Eccidio di Schio

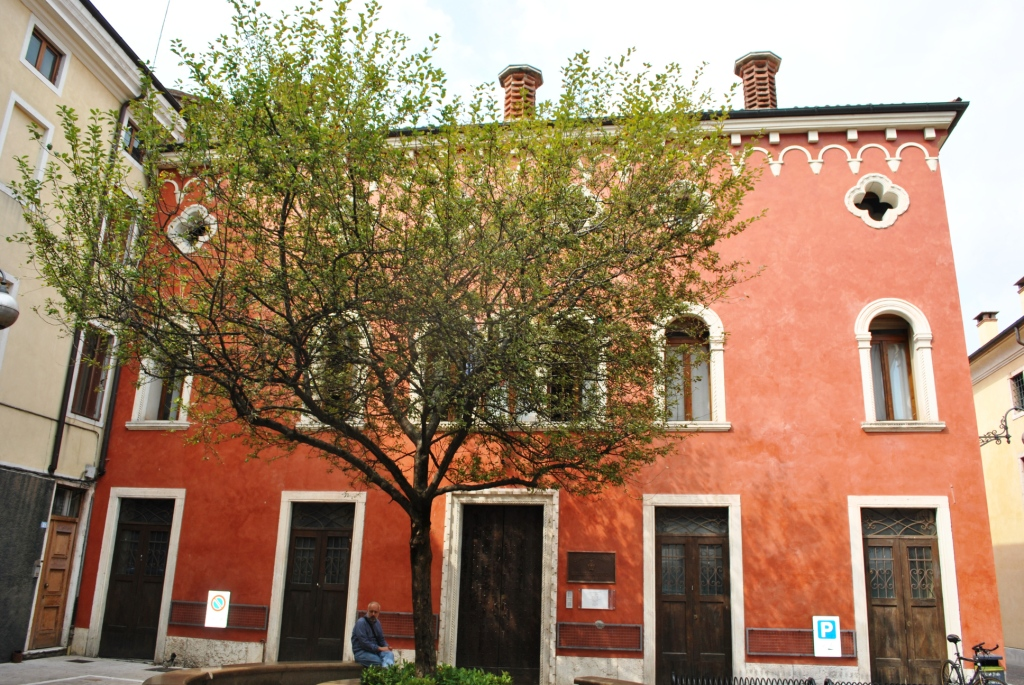
Gli attuali locali della biblioteca civica ospitavano nel 1945 tribunale e carceri: qui venne consumato l'eccidio di Schio.

Due mesi dopo la fine della guerra si verificò l'eccidio di Schio: la notte del 6 luglio 1945 un gruppo di partigiani irruppe nel carcere della città, aprendo il fuoco su presunti fascisti e collaborazionisti lì rinchiusi e uccidendo 54 persone tra uomini e donne.
Resta da notare, peraltro, che all'indomani dell'evento le organizzazioni partigiane, la Camera del Lavoro e il Partito Comunista Italiano, hanno condannato l'accaduto. Citando Sarah Morgan al riguardo: "l'episodio di Schio è avvenuto al di fuori del periodo di guerra, quando uccidere era diventato inaccettabile. Questo era un atto fuori legge e fuori dalle regole, portato a termine dai partigiani in aperta sfida anche ai loro stessi superiori".

## Il secondo dopoguerra

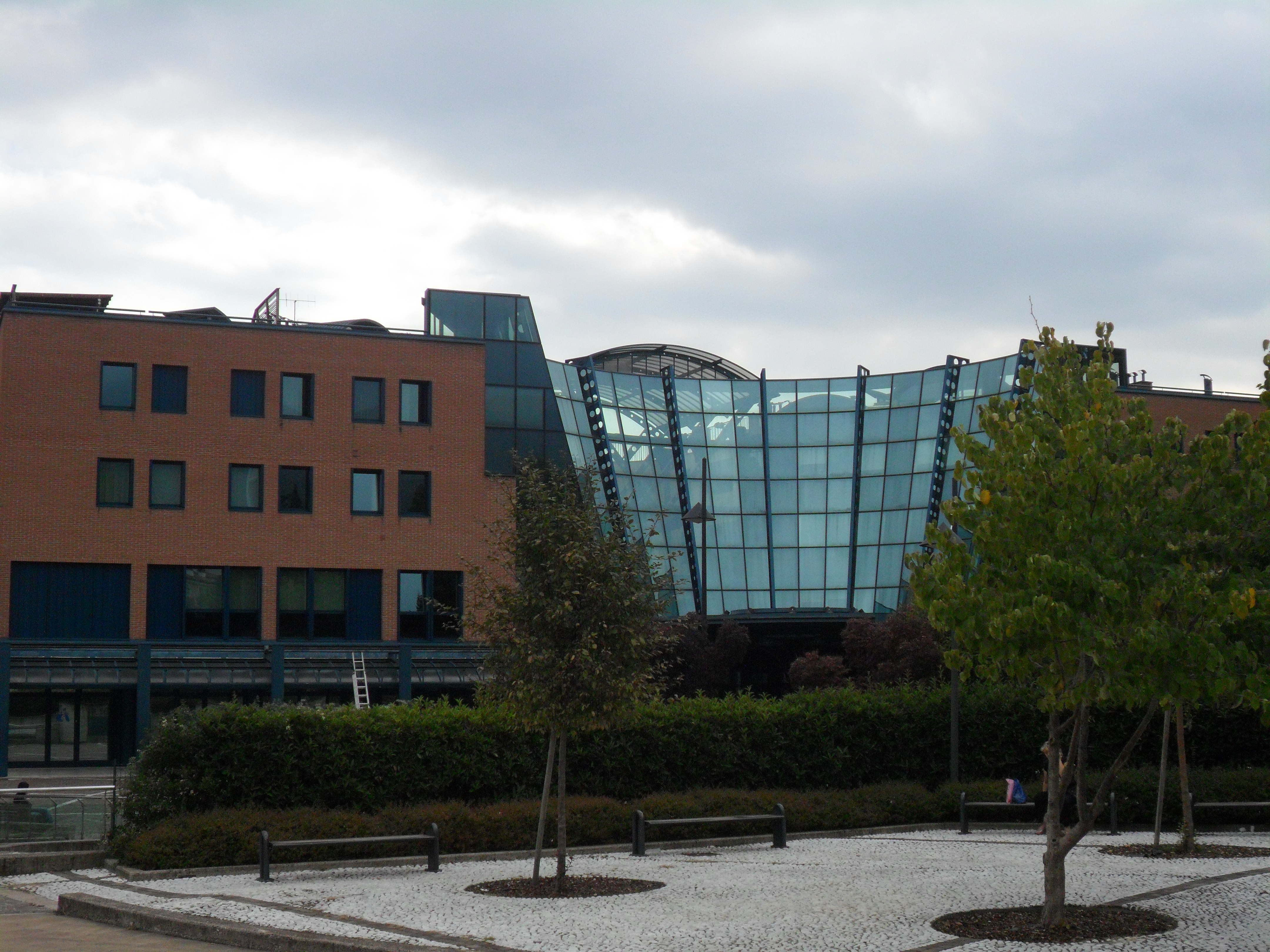
Un edificio moderno costruito in prossimità del centro storico.

Con il boom economico del secondo dopoguerra anche Schio fu interessata da un notevole incremento demografico: la conseguente espansione edilizia, spesso avvenuta in maniera caotica, anche a causa del fatto che il Comune riuscì a stilare un piano regolatore effettivamente operativo solamente nel 1977, determinò la saturazione edilizia di aree attigue al centro storico e l'urbanizzazione di aree periferiche prima libere. L'intervento più consistente riguardò la realizzazione nel 1955 di piazza Almerico Da Schio, collegata a piazza Rossi mediante un nuovo asse viario aperto sul fianco di palazzo Da Schio (via Capitano Sella); tutta l'area venne in seguito edificata con condomini sovradimensionati rispetto al vicino centro storico.
Sul finire degli anni sessanta, con il trasferimento della Lanerossi dagli stabilimenti situati nel centro cittadino, prese il via la creazione della grande Zona Industriale nelle vaste campagne a est del centro abitato; essa in un primo momento era caratterizzata dalla alta concentrazione di industrie tessili e metalmeccaniche, in seguito la industria tessile nella zona scledense subì un importante ridimensionamento. La Zona Industriale continuò tuttavia a svilupparsi ed ingrandirsi, distinguendosi per la presenza di aziende di piccole e medie dimensioni attive in svariati settori, compreso il terziario.
Nel 1969 venne aggregato a Schio il comune di Tretto.
Risale infine agli anni ottanta il piano di recupero edilizio del centro storico.
Gli anni più recenti, accanto alle problematiche che hanno interessato in linea generale tutti i centri urbani (il problema ambientale e l'inquinamento, lo svuotamento dei centri storici, le difficoltà del commercio al dettaglio, la regolazione del traffico automobilistico, la gestione del crescente numero di immigrati, dell'invecchiamento della popolazione e del calo di nascite, eccetera) sono stati caratterizzati dalle proposte e progetti sul riutilizzo della vasta ex area Lanerossi in centro storico, ancora oggi inutilizzata e in stato di abbandono; dallo spostamento dell'ospedale civile presso il nuovo edificio costruito ai confini tra i comuni di Santorso, Schio e Zanè; dal costante sforzo nel recuperare spazi da utilizzare per fini culturali (restauro del lanificio Conte, recupero del teatro, costituzione del museo civico, parziale restauro e riapertura al pubblico del giardino Jacquard, sistemazione dell'asilo Rossi, progetto poi interrotto a causa di un incendio divampato presso lo stabile in ristrutturazione).